# Avianca Cargo
Avianca Cargo, voorheen Tampa Cargo (Transportes Aereos Mercantiles PanAmericanos S.A.), is een Colombiaanse vrachtluchtvaartmaatschappij en maakt deel uit van de Avianca Group. De maatschappij heeft haar hub op de luchthaven van Medellín, daarnaast heeft Avianca Cargo belangrijke bases op de luchthaven van Miami en van Bogotá. De maatschappij biedt zowel charter- als lijnvluchten aan binnen alle Amerika’s.

## Geschiedenis
Op 11 maart 1973 werd Avianca Cargo als TAMPA Cargo opgericht om bloemen naar de Verenigde Staten te exporteren. De eerste vlucht werd uitgevoerd met een Douglas DC-6A, deze werden begin jaren 80 uitgefaseerd.
In 1996 nam Martinair een belang van 40% in de maatschappij, in 2003 werd dit verhoogd naar 57%. Martinair maakte in 2007 bekend dat het haar meerderheidsbelang verkoopt. In 2008 kocht Avianca alle aandelen over. In 2011 werden vier Airbus A330-200F-toestellen besteld waarmee de maatschappij de eerste gebruiker van het type in Latijns-Amerika werd.
Op 28 mei 2013 werd de naam veranderd in Avianca Cargo en volgde een rebranding. In 2014 werd het Mexicaanse AeroUnion een dochteronderneming van Avianca Cargo.
Avianca Cargo vervoert vooral bloemen, maar ook andere vracht.

## Vloot

### Huidige vloot
De vloot van Avianca Cargo bestaat uit de volgende toestellen (augustus 2024):
| Type               | In dienst | Orders | Opmerkingen                 |
| ------------------ | --------- | ------ | --------------------------- |
| Airbus A330-200F   | 6         | —      |                             |
| Airbus A330-200P2F | —         | 2      | Omgezet tussen 2024 en 2025 |
| Totaal             | 6         | 2      |                             |

### Voormalige vloot

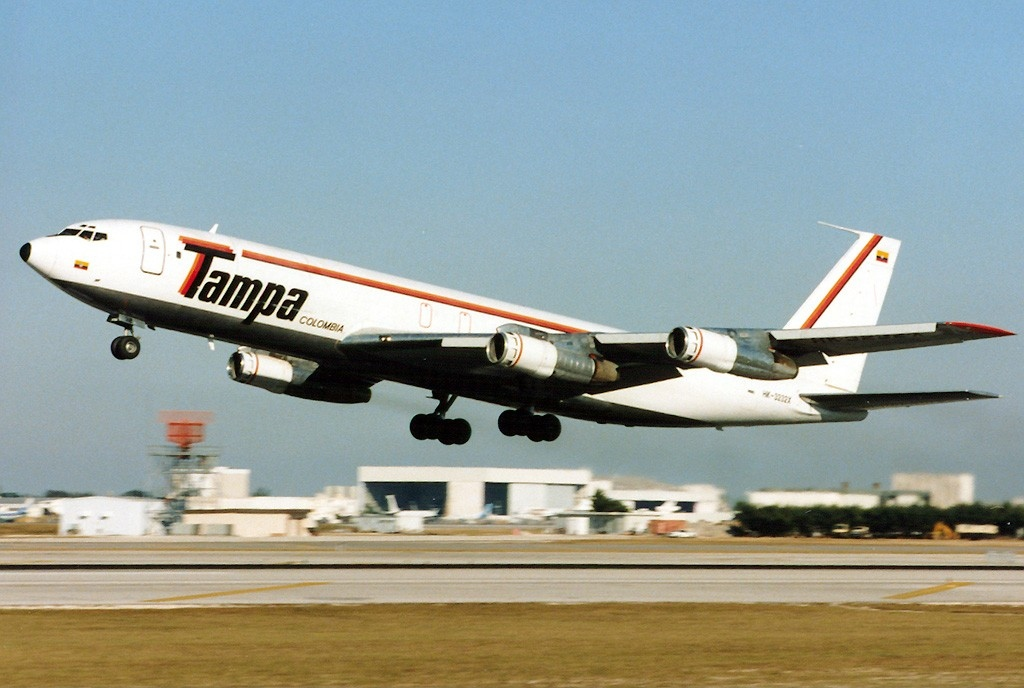
Voormalige Boeing 707-320C

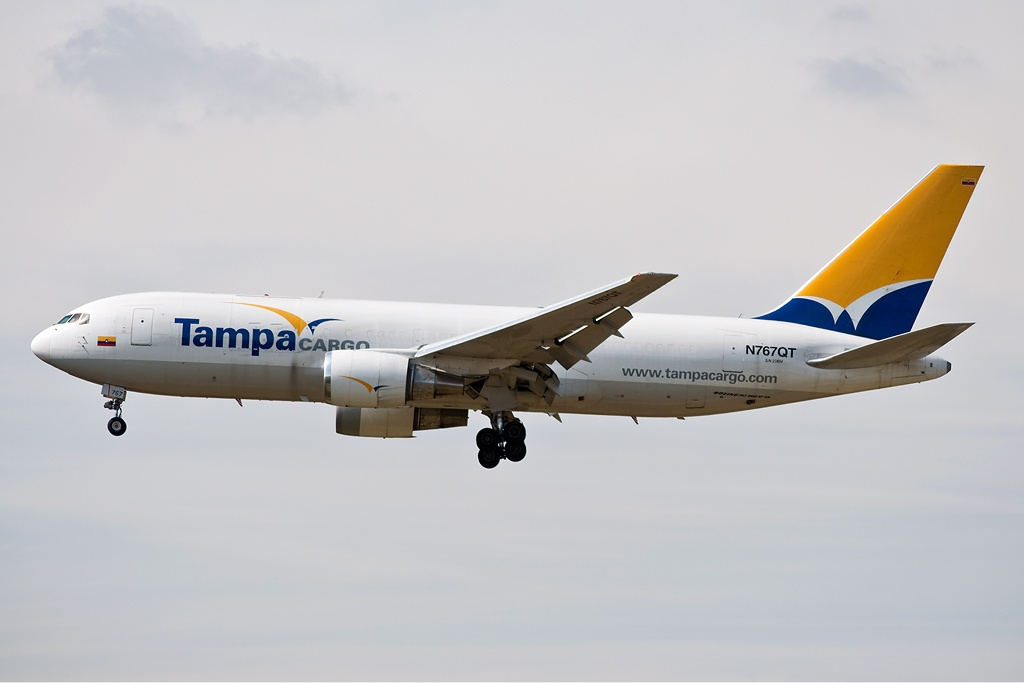
Voormalige Boeing 767-200ERF

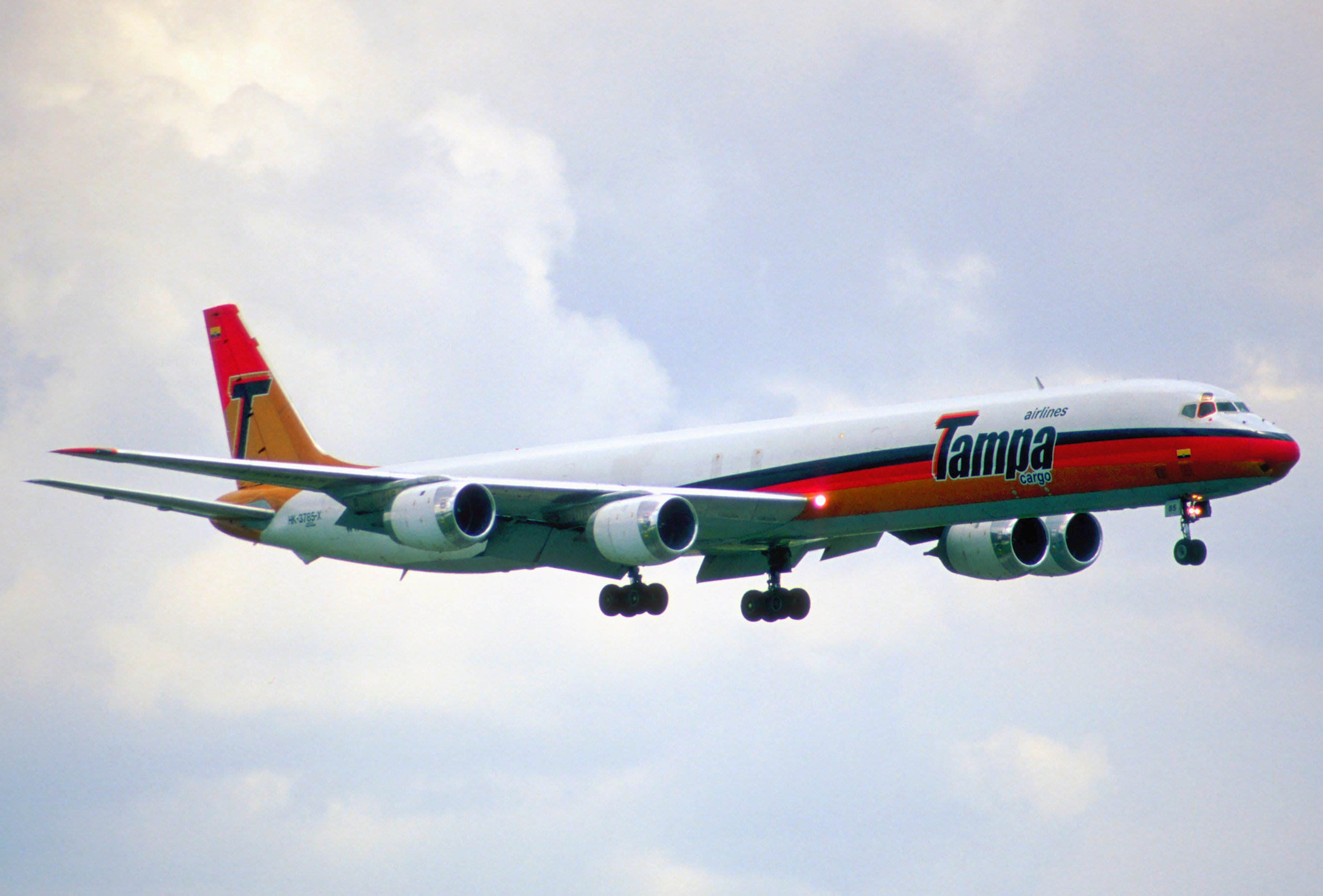
Voormalige Douglas DC-8-71F

De vloot van Avianca Cargo bestond ook uit de volgende toestellen:
| Type                  | Aantal | In dienst | Uitgefaseerd | Opmerkingen    |
| --------------------- | ------ | --------- | ------------ | -------------- |
| Boeing 707-320C       | 8      | 1979      | 1999         |                |
| Boeing 767-200ER/BDSF | 4      | 2004      | 2014         |                |
| Boeing 767-300ERF     | 1      | 2011      | 2015         | Naar ANA Cargo |
| Canadair CL-44        | 1      | 1985      | 1986         |                |
| Douglas DC-6A         | 1      | 1973      | 1982         |                |
| Douglas DC-6B         | 1      | 1975      | 1982         |                |
| Douglas DC-8-55CF     | 1      | 1992      | 1992         |                |
| Douglas DC-8-63F      | 1      | 1989      | 1991         |                |
| Douglas DC-8-71F      | 5      | 1992      | 2007         |                |

## Bestemmingen
Avianca Cargo vliegt naar de volgende luchthavens (augustus 2024):
| Land                   | Stad            | Luchthaven                                              | Opmerkingen |
| ---------------------- | --------------- | ------------------------------------------------------- | ----------- |
| Argentinië             | Buenos Aires    | Aeropuerto Internacional Ministro Pistarini             |             |
| Brazilië               | Campinas        | Aeroporto Internacional de Viracopos/Campinas           |             |
| Brazilië               | Curitiba        | Aeroporto Internacional de Curitiba                     |             |
| Brazilië               | Florianópolis   | Aeroporto Internacional Hercílio Luz                    |             |
| Brazilië               | Manaus          | Aeroporto Internacional de Manaus                       |             |
| Brazilië               | Vitória         | Aeroporto de Vitória                                    |             |
| Chili                  | Santiago        | Aeropuerto Internacional Arturo Merino Benítez          |             |
| Colombia               | Barranquilla    | Aeropuerto Internacional Ernesto Cortissoz              |             |
| Colombia               | Bogotá          | Aeropuerto Internacional El Dorado                      | basis       |
| Colombia               | Cali            | Aeropuerto Internacional Alfonso Bonilla Aragón         |             |
| Colombia               | Medellín        | Aeropuerto Internacional José María Córdova             | hub         |
| Costa Rica             | San José        | Internationale luchthaven Juan Santamaría               |             |
| Dominicaanse Republiek | Santo Domingo   | Las Américas International Airport                      |             |
| Ecuador                | Guayaquil       | Aeropuerto Internacional José Joaquín de Olmedo         |             |
| Ecuador                | Quito           | Aeropuerto Internacional Mariscal Sucre                 |             |
| El Salvador            | San Salvador    | Luchthaven El Salvador                                  |             |
| Guatemala              | Guatemala-Stad  | Internationale luchthaven La Aurora                     |             |
| Honduras               | San Pedro Sula  | Aeropuerto Internacional Ramón Villeda Morales          |             |
| Mexico                 | Guadalajara     | Internationale luchthaven Don Miguel Hidalgo y Costilla |             |
| Mexico                 | Mérida          | Internationale luchthaven Manuel Crescencio Rejón       |             |
| Mexico                 | Mexico-Stad     | Internationale luchthaven Generaal Felipe Ángeles       |             |
| Mexico                 | Monterrey       | Internationale luchthaven Generaal Mariano Escobedo     |             |
| Panama                 | Panama-Stad     | Internationale luchthaven Tocumen                       |             |
| Paraguay               | Asuncion        | Aeropuerto Internacional Silvio Pettirossi              |             |
| Paraguay               | Ciudad del Este | Aeropuerto Internacional Guaraní                        |             |
| Peru                   | Lima            | Aeropuerto Internacional Jorge Chávez                   |             |
| Uruguay                | Montevideo      | Aeropuerto Internacional de Carrasco                    |             |
| Verenigde Staten       | Chicago         | O'Hare International Airport                            |             |
| Verenigde Staten       | Los Angeles     | Los Angeles International Airport                       |             |
| Verenigde Staten       | Miami           | Internationale Luchthaven Miami                         | basis       |
| Verenigde Staten       | New York        | John F. Kennedy International Airport                   |             |

## Incidenten en ongevallen
- Op 14 december 1983 crashte een Boeing 707-320C (registratie HK-2401X) in een fabriek na het opstijgen uit Medellín. De 3 bemanningsleden kwamen om het leven, ook 22 personen op de grond kwamen om.[18]